# ستيفن لونغ (صحفي)
ستيفن لونغ (بالإنجليزية: Steven Long)‏ هو صحفي أمريكي، ولد في 17 يوليو 1944 في غالفستون في الولايات المتحدة.

## وصلات خارجية
- ستيفن لونغ على موقع IMDb (الإنجليزية)